# 平壤賽車
《平壤賽車》是一款于2012年由Nosotek製作，並由高麗旅行社發行的一款的竞速游戏。在該遊戲中，玩家可在平壤市周圍駕駛Hwiparam II汽車並在收集燃料與避開其餘車輛的同時參觀若干景點。該遊戲作爲一家組織赴朝鮮旅游的旅行社高麗旅行社的廣告遊戲而製作，並由外包公司Nosotek與金策工業綜合大學學生聯合開發。作爲朝鮮爲數不多的電子遊戲之一，《平壤賽車》于2012年12月由高麗旅行社通過其官網發佈。遊戲評論家們批評了該遊戲的玩法、圖像、操控和音樂。

## 遊戲玩法
《平壤賽車》的遊戲地點位於朝鮮首都平壤市，玩家負責操控一輛Hwiparam II型汽車（由朝鮮汽車製造商平和自動車負責製造），使用方向鍵加速、倒車和轉向，使用空格键鳴響汽車喇叭。玩家的任務是沿著遊戲預定路綫在平壤周圍行駛，起點與終點均爲金日成廣場。並途中參觀幾個景點，包括柳京飯店、平壤凱旋門、千里馬銅像以及普通門，遊戲通過一個視綫，授予玩家該位置的印章，並顯示有關該對象的信息。
在駕駛過程中，玩家必須多次收集油箱以防止油量錶的自動耗盡，與靜止的車輛發生三次碰撞則會導致遊戲重置。遊戲中沒有行人，若玩家轉向了錯誤的道路則會被交通警察訓責，而當玩家開車離開錯誤車道時會被放回街道上。遊戲以計時賽的方式記錄玩家完成遊戲所需的時間，高麗旅行社會爲玩家的遊戲時間保存一個得分記錄。并在玩家通過电子邮件的方式傳送遊戲結果的屏幕截圖時更新該記錄。

## 開發與發佈
《平壤賽車》是少數由朝鮮開發的遊戲之一，据媒體報道，該遊戲為朝鮮第一款面相國際玩家開發的遊戲。該遊戲由2007年創立的德國-朝鮮合資信息技术公司Nosotek製作，總部設於平壤市，主要業務之一即在外包的基礎之上開發手机游戏和基於Adobe Flash系統的遊戲，其中一些遊戲則由德國柏林公司Exozet發佈。Nosotek之前開發的遊戲包括《The Big Lebowski Bowling》、《Men in Black: Alien Assault》以及《Bobby's Blocks》。《平壤賽車》是受高麗旅行社委托爲其製作的廣告遊戲，高麗旅行社是一家總部設立于北京市的英國旅行社，主要負責組織赴朝鮮旅游。該遊戲的創作靈感始於高麗旅行社的經理尼克·邦納（Nick Bonner）向Nosotek公司的沃爾克·埃洛瑟（Volker Eloesser）提出合作為朝鮮的青年設計一款“有趣的、非血腥和非政治性”的遊戲，並在朝鲜民主主义人民共和国政府的支持下，開發商與金策工業綜合大學學生合作在Adobe Flash系統開發了平壤賽車遊戲。根據遊戲官方網站的説法，《平壤賽車》“并非旨在成爲21世紀令人驚奇的具有高端技術的遊戲，而更多會成爲一種有趣的競賽遊戲（街機風格）”。
《平壤賽車》于2012年12月19日通過其官方網站免費發佈該遊戲，並向全球開放訪問。該遊戲因其古怪之處而受到對朝鮮感興趣的人的歡迎，網站訪問亦曾多次遭到中斷。

## 評價
《平壤賽車》一經發行便遭到了多個負面評價：《亞洲科技》的C. Custer評價該遊戲的圖像“非常糟糕”，認爲“充滿了諸多小故障和人工僞影”，還指出遊戲場景重複并且帧率低下。《Vice》雜志的Nadja Sayej同樣感嘆該遊戲人烟稀少的景象，她聲稱這會給人帶來薩斯喀徹溫省和安大略省農村的視覺炫目。還引證了遊戲簡單的玩法，將其概述為“長時間直綫行駛”，稱遊戲“非常無趣”。Sayej同意美國在綫大衆媒體公司《Jalopnik》的Jason Torchinsky的看法，認爲這款遊戲“進程緩慢，非常無趣、空洞、極其受限，并在技術上至少落後了十年時間”。卡斯特將該遊戲描述爲“糟糕的”，因爲它缺乏挑戰性、車輛速度緩慢并且操控性差，他還認爲該遊戲的音效“很難不被人嘲笑”，而托爾欽斯基則稱該遊戲“給玩家帶來的煩惱持續不斷並令人驚訝”。兩人均表示，這款遊戲無意間讓人感覺像是對現實平壤市的諷刺或挖苦性的評價。